# Rose Renaud
Pour les articles homonymes, voir Renaud (homonymie).
Rose Renaud, née en 1769 à Mons et morte le 22 novembre 1833 à Saint-Germain-en-Laye, est une chanteuse d’opéra française.

## Biographie
Elle débuta en 1781 aux Concerts spirituels. Elle tint son emploi de « première chanteuse à roulades » jusqu'en 1792.
Elle avait épousé le poète Charles-Joseph Loeillard d'Avrigny.

## Jugement
- « Mademoiselle Renaud, of 16. years of age sings as no body ever sung before » (Mademoiselle Renaud, âgée de 16 ans, chante comme personne n'a chanté avant elle), Thomas Jefferson, Lettre à Abigail Adams du 27 décembre 1785[3].
- « the singing of the lovely Rose Renaud afford me the greatest delight », Nikolaï Karamzine, Travels from Moscow, through Prussia, Germany, Switzerland, France, and England, vol. 3, 1803 [lire en ligne]

## Rôles
- L'Amant statue, comédie en un acte et en prose mêlée d’ariettes, livret de Desfontaines, musique de Nicolas Dalayrac, créée le 4 août 1785 à l'Opéra-Comique (salle Favart) : rôle de Célimène[4].
- Les Deux Petits Savoyards, comédie en un acte et en prose mêlée d’ariettes, livret de Benoît-Joseph Marsollier, créée le 14 janvier 1789 à l'Opéra-Comique (salle Favart) puis donnée le 16 janvier 1789 à la Cour à Versailles : rôle de Joset[5],[6].
- Guillaume Tell, opéra-comique en trois actes, de André Grétry, livret de Michel-Jean Sedaine, première le 9 avril 1791, rôle de Marie[7].
- La Soirée orageuse, opéra-comique de Nicolas Dalayrac, livret de Jean-Baptiste Radet, comédie mêlée d'ariettes en 1 acte, première représentation, Paris, Comédie-Italienne, le 29 mai 1790, rôle de Constance[8],[9]

## Iconographie
- Jacques-Antoine-Marie Lemoine, Rosette au jardin, 530 x 425 mm, portrait présumé de Rose Renaud (inscription : Rosette, Acte 1er, Scène 2e, dans l'opéra La buona figliuola (en).